# Stagione di college football 1895
La Stagione di college football 1895 fu la ventisettesima stagione di college football negli Stati Uniti.
La stagione riporta l'esordio di ben 65 scuole statunitensi, alcune attualmente fanno parte della prima divisione: Marshall, Mississippi State, Oklahoma, Tulsa.
La Southern Intercollegiate Athletic Association inizia ad operare con alcune delle più prestigiose università del sud degli Stati Uniti: Alabama, Auburn, Georgia, Georgia Tech, North Carolina, University of the South (Sewanee) e Vanderbilt. North Carolina vince la prima conference battendo due volte Georgia ed una Vanderbilt, e pareggiando 0-0 la gara contro Sewanee.
Al termine della stagione, due università terminarono il loro percorso senza sconfitte: Pennsylvania allungò la sua striscia di imbattibilità già in essere nella stagione successiva (14-0-0), Yale (13-0-2) incappò in due pareggi con il Boston Athletic Club e contro la Brown. Secondo l'Official NCAA Division I Football Records Book, entrambe si fregiarono del titolo di campione nazionale di quella stagione.

## Conference e vincitori
| Conference                                         | Scuola         | Conf. V-S-P | Totale V-S-P |
| -------------------------------------------------- | -------------- | ----------- | ------------ |
| Triangular Football League                         | Dartmouth      | 2 - 0       | 7 - 5 - 1    |
| Western Interstate University Football Association | Kansas         | 2 - 1       | 6 - 1        |
| Western Interstate University Football Association | Nebraska       | 2 - 1       | 6 - 3        |
| Colorado Football Association                      | Colorado       | 3 - 0       | 5 - 1        |
| Maine Intercollegiate Athletic Association         | Bowdoin        | 2 - 0       | 6 - 1 - 1    |
| Michigan Intercollegiate Athletic Association      | Olivet         | 3 - 0       | 3 - 0        |
| Southern Intercollegiate Athletic Association      | North Carolina | 3 - 0 - 1   | 7 - 1 - 1    |

## Campioni nazionali
| Stagione | Campione/i | Record | Allenatore                 | Selettori            |
| -------- | ---------- | ------ | -------------------------- | -------------------- |
| 1895     | Penn       | 14–0   | George Washington Woodruff | BR, HAF, HS, NCF, PD |
| 1895     | Yale       | 13–0–2 | Josh Hartwell              | PD                   |

## College esordienti
- Marshall Thundering Herd football
- Mississippi State Bulldogs football
- Oklahoma Sooners football
- Tulsa Golden Hurricane football